# Rosyjski Ludowy Ruch Oporu (organizacja)
Rosyjski Ludowy Ruch Oporu (ros. Русское народное ополчение) – emigracyjna rosyjska organizacja wojskowa o charakterze monarchistycznym w latach 30. XX w.
Organizacja została utworzona w Jugosławii w kwietniu 1934 r. z inicjatywy gen. Michaiła F. Skorodumowa, który stanął na jej czele. Miał on 2 zastępców: do spraw wojskowych i do spraw gospodarczych. Organizacja miała charakter monarchistyczny. Jej członkowie przechodzili szkolenie wojskowe, aby prowadzić działania partyzanckie w ZSRR. Byli oni zgrupowani w drużynach zorganizowanych według rodzajów broni. Kobiety tworzyły drużynę Św. Olgi. Opołczeńcy byli umundurowani. Początkowo liczebność organizacji wynosiła ok. 500 osób. W 1939 r. liczyła ponad 1 tys. członków. Organami prasowymi były pisma "Царский вестник" i "Партизан". Działalność organizacji zakończyła się po zajęciu Jugosławii przez wojska niemieckie w kwietniu 1941 r.